# Zniewaga (film 2017)
Zniewaga (arab. قضية رقم ٢٣, fr. L’insulte) – libański dramat sądowy z 2017 roku w reżyserii Ziada Doueiriego, zrealizowany w ramach koprodukcji międzynarodowej.
Film miał premierę w konkursie głównym na 74. MFF w Wenecji, gdzie zdobył Puchar Volpiego dla najlepszego aktora za rolę Kamela El Bashy. Był też oficjalnym libańskim kandydatem do Oscara dla najlepszego filmu nieanglojęzycznego i jako pierwszy w historii reprezentant tej kinematografii uzyskał nominację.

## Fabuła
Opowieść o dwóch przypadkowo poznanych w Bejrucie mężczyznach, Libańczyku pochodzenia chrześcijańskiego oraz palestyńskim uchodźcy. Drobna utarczka słowna między nimi doprowadza do niespodziewanej eskalacji w formie procesu sądowego, który zyskuje rozgłos w całym i tak już bardzo podzielonym kraju.

## Obsada
- Adel Karam – Tony George Hanna
- Kamel El Basha – Yasser Abdallah Salameh
- Rita Hayek – Shirine Hanna
- Camille Salameh – Wajdi Wehbe
- Diamand Bou Abboud – Nadine Wehbe
- Talal Jurdi – Talal
- Christine Choueiri – Manal Salameh
- Julia Kassar – sędzia Colette Mansour
- Rifaat Torbey – Samir Dżadża
- Carlos Chahine – sędzia Chahine[4]

## Produkcja
Zdjęcia kręcono w Bejrucie.